# Belgische Supercup 1984
De Belgische Supercup van het seizoen 1983/84 vond plaats op zaterdag 26 mei 1984 in het Constant Vandenstock stadion Kampioen KSK Beveren nam het op tegen bekerwinnaar AA Gent. Beveren won het duel overtuigend met 5-1.

## Wedstrijddetails
|                      |                                            |       |                 |                                        |
| 26 mei 1984 Supercup | KSK Beveren                                | 5 – 1 | AA Gent         | Freethiel, Beveren Toeschouwers: 7.000 |
| 26 mei 1984 Supercup | Jaspers 10' Kusto 11' Albert Martens Creve |       | 30' Schapendonk | Freethiel, Beveren Toeschouwers: 7.000 |

| Beveren | Gent |

1979 · 1980 · 1981 · 1982 · 1983 · 1984 · 1985 · 1986 · 1987 · 1988 · 1989 · 1990 · 1991 · 1992 · 1993 · 1994 · 1995 · 1996 · 1997 · 1998 · 1999 · 2000 · 2001 · 2002 · 2003 · 2004 · 2005 · 2006 · 2007 · 2008 · 2009 · 2010 · 2011 · 2012 · 2013 · 2014 · 2015 · 2016 · 2017 · 2018 · 2019 · 2020 · 2021 · 2022 · 2023 · 2024